# Liste der Baudenkmale in Denkte
In der Liste der Baudenkmale in Denkte sind die Baudenkmale der niedersächsischen Gemeinde Denkte und ihrer Ortsteile aufgelistet. Der Stand der Liste ist der 2. Februar 2021. Die Quelle der Baudenkmale ist der Denkmalatlas Niedersachsen.

## Allgemein
In den Spalten befinden sich folgende Informationen:
- Lage: die Adresse des Baudenkmales und die geographischen Koordinaten. Kartenansicht, um Koordinaten zu setzen. In der Kartenansicht sind Baudenkmale ohne Koordinaten mit einem roten Marker dargestellt und können in der Karte gesetzt werden. Baudenkmale ohne Bild sind mit einem blauen Marker gekennzeichnet, Baudenkmale mit Bild mit einem grünen Marker.
- Bezeichnung: Bezeichnung des Baudenkmales
- Beschreibung: die Beschreibung des Baudenkmales. Unter § 3 Abs. 2 NDSchG werden Einzeldenkmale und unter § 3 Abs. 3 NDSchG Gruppen baulicher Anlagen und deren Bestandteile ausgewiesen.
- ID: die Objekt-ID des Baudenkmales
- Bild: ein Bild des Baudenkmales, ggf. zusätzlich mit einem Link zu weiteren Fotos des Baudenkmals im Medienarchiv Wikimedia Commons. Wenn man auf das Kamerasymbol klickt, können Fotos zu Baudenkmalen aus dieser Liste hochgeladen werden:

## Groß Denkte

### Gruppe: Kirchhof Groß Denkte
Die Gruppe „Kirchhof Groß Denkte“ hat die ID 33966599.

| Lage                                    | Bezeichnung | Beschreibung | ID       | Bild |
| --------------------------------------- | ----------- | ------------ | -------- | ---- |
| Kirchstraße 52° 8′ 36″ N, 10° 36′ 42″ O | Kirche      |              | 34087314 |      |
| Kirchstraße 52° 8′ 37″ N, 10° 36′ 41″ O | Kirchhof    |              | 34087338 | BW   |

### Gruppe: Rittergut Groß Denkte
Die Gruppe „Rittergut Groß Denkte“ hat die ID 33966565.

| Lage                                  | Bezeichnung        | Beschreibung                         | ID       | Bild |
| ------------------------------------- | ------------------ | ------------------------------------ | -------- | ---- |
| Asseweg 2 52° 8′ 35″ N, 10° 36′ 53″ O | Herrenhaus         |                                      | 34087031 | BW   |
| Asseweg 2 52° 8′ 35″ N, 10° 37′ 0″ O  | Park               |                                      | 34086976 | BW   |
| Asseweg 2 52° 8′ 34″ N, 10° 36′ 50″ O | Einfriedung        |                                      | 34087168 | BW   |
| Asseweg 2 52° 8′ 35″ N, 10° 36′ 51″ O | Wohnhaus           | Altes Wohnhaus Rittergut Groß Denkte | 34087140 | BW   |
| Asseweg 2 52° 8′ 36″ N, 10° 36′ 53″ O | Wirtschaftsgebäude |                                      | 34087088 | BW   |
| Asseweg 2 52° 8′ 36″ N, 10° 36′ 55″ O | Stall              |                                      | 34087060 | BW   |
| Asseweg 2 52° 8′ 35″ N, 10° 36′ 58″ O | Gewächshaus        |                                      | 34087004 | BW   |
| Asseweg 2 52° 8′ 33″ N, 10° 37′ 1″ O  | Mausoleum          |                                      | 34086948 | BW   |

### Einzelbaudenkmale
| Lage                                       | Bezeichnung        | Beschreibung | ID       | Bild |
| ------------------------------------------ | ------------------ | ------------ | -------- | ---- |
| Kuhstraße 2 52° 8′ 42″ N, 10° 36′ 32″ O    | Wohnhaus           |              | 34087456 | BW   |
| Kuhstraße 52° 8′ 40″ N, 10° 36′ 33″ O      | Hoftor             |              | 34087432 | BW   |
| Hauptstraße 19 52° 8′ 44″ N, 10° 36′ 37″ O | Wohnhaus           |              | 34087219 | BW   |
| Hauptstraße 27 52° 8′ 44″ N, 10° 36′ 40″ O | Wohnhaus           |              | 34087244 | BW   |
| Hauptstraße 2 52° 8′ 42″ N, 10° 36′ 39″ O  | Wirtschaftsgebäude |              | 34087194 | BW   |
| Kirchstraße 2 52° 8′ 41″ N, 10° 36′ 39″ O  | Wohnhaus           |              | 34087360 | BW   |
| Kirchstraße 3 52° 8′ 40″ N, 10° 36′ 41″ O  | Wohnhaus           |              | 34087384 | BW   |
| Kirchstraße 7 52° 8′ 38″ N, 10° 36′ 43″ O  | Pfarrhaus          |              | 34087408 | BW   |
| Hoher Weg 10 52° 8′ 44″ N, 10° 36′ 50″ O   | Turm               |              | 34087269 | BW   |
| Hoher Weg 18 52° 8′ 45″ N, 10° 36′ 56″ O   | Wohnhaus           |              | 34087290 | BW   |

## Klein Denkte

### Gruppe: Kirchhof Klein Denkte
Die Gruppe „Kirchhof KLein Denkte“ hat die ID 33966548.

| Lage                                    | Bezeichnung | Beschreibung | ID       | Bild           |
| --------------------------------------- | ----------- | ------------ | -------- | -------------- |
| Sültenweg 3 52° 8′ 28″ N, 10° 35′ 17″ O | Kirche      |              | 34087572 | Weitere Bilder |
| Sültenweg 52° 8′ 28″ N, 10° 35′ 17″ O   | Kirchhof    |              | 34087594 | BW             |
| Sültenweg 1 52° 8′ 29″ N, 10° 35′ 18″ O | Schule      |              | 34087616 | BW             |

### Neindorf
| Lage                                          | Bezeichnung              | Beschreibung | ID       | Bild |
| --------------------------------------------- | ------------------------ | ------------ | -------- | ---- |
| Lindener Straße 1 52° 7′ 36″ N, 10° 34′ 55″ O | Wohn-/Wirtschaftsgebäude |              | 34087664 | BW   |
| Schulstraße 1 52° 7′ 34″ N, 10° 34′ 51″ O     | Wohnhaus                 |              | 34087781 | BW   |
| Lindener Straße 2 52° 7′ 32″ N, 10° 34′ 54″ O | Hoftor                   |              | 34087687 | BW   |
| Schulstraße 52° 7′ 31″ N, 10° 34′ 50″ O       | Kirche                   |              | 34087734 | BW   |
| 52° 7′ 31″ N, 10° 34′ 50″ O                   | Kriegermahnmal           |              | 34087640 | BW   |